# Злобница (албум)
Злобница је четврти албум певача Банета Бојанића. Албум је издат 1999. године за издавачку кућу Гранд продукција.

## Списак песама
| №   | Назив                     | Трајање |  |
| 1.  | Злобница                  |         |  |
| 2.  | Навали народе             |         |  |
| 3.  | Отишло је мило моје       |         |  |
| 4.  | Још вас имам другови      |         |  |
| 5.  | Девојка из Босне          |         |  |
| 6.  | Ова песма мој је опроштај |         |  |
| 7.  | Еј животе, е мој куме     |         |  |
| 8.  | Неверна жена              |         |  |
| 9.  | Момачко вече              |         |  |
| 10. | Зелене очи и црне косе    |         |  |